# Szenkár Jenő
Szenkár Jenő, külföldön Eugen Szenkar (Budapest, 1891. április 9. – Düsseldorf, 1977. március 25.) magyar karmester, zeneszerző, Szenkár Dezső karmester, zeneszerző és Szenkár Mihály karmester, főzeneigazgató bátyja.

## Élete
Édesapja, Szenkár Nándor (1857–1927) kóruskarnagy, több zsinagóga énekkarának vezetője, édesanyja Rothenstreich Ráchel (1862–1935) volt. Tanulmányait a Zeneakadémián folytatta, ahol zeneszerzést Koessler Jánosnál, majd Herzfeld Viktornál tanult. 1911-ben egy évadra az Operaházhoz szerződött korrepetitorként, de már a következő évadtól kezdve élete végéig – néhány év kivételével – külföldön vállalt szerződést.
1912-ben a prágai Német Színháznál kapott éves szerződést, majd 1913 és 1915 között visszatért Budapestre és a budapesti Népopera karnagya lett. Ezután Salzburgban, később Altenburgban volt karmester. 1920-ban három évadra a Frankfurti Operához került, ahol ekkoriban Paul Hindemith volt a zenekar első hegedűse. Ezután egy évadon át a berlini Volksoper igazgatója volt, majd 1924-től Kölnben lett vezető karnagy Otto Klemperer utódjaként. Itt mutatta be 1926. november 27-én Bartók Béla A csodálatos mandarin című táncjátékát és Kodály Zoltán Háry János című daljátékát. A premier után Bartók művét Konrad Adenauer főpolgármester utasítására eltávolították a repertoárból, a főképp konzervatív közönség tiltakozása miatt. A kölni botrány messze ható következménye volt, hogy Bartók művének hazai bemutatása is sorozatosan meghiúsult. 1928-ban a kölni opera társulatával vendégszerepelt a Wiener Staatsoperben Mozart Così fan tutte, Händel Julius Caesar Egyiptomban és Debussy Pelléas és Mélisande című műveivel, amelyeket a közönség lelkesen fogadott. Ugyanebben az évben, az Odeon lemezfelvételre szerződtette Beethoven halálának 100. évfordulója alkalmából (Beethoven V. szimfóniája a Berlini Állami Operaház előadásában). 1928-ban és 1932-ben vendégkoncerteket adott a Buenos Aires-i Teatro Colónban.
Zsidó származása míatt 1933-ban Bécsbe menekült a nemzetiszocialisták elől. Itt Mahler III. szimfóniáját vezényelte a Bécsi Filharmonikusokkal és Wagner A bolygó hollandi című operáját. 1934 és 1939 között Moszkvában az Állami Filharmonikus Zenekar vezető karnagyaként működött, és a Moszkvai Csajkovszkij Konzervatóriumban vezénylést tanított. Későbbi legismertebb tanítványa Kirill Petrovics Kondrasin lett. Az oroszországi tartózkodása alatt barátságot kötött Szergej Prokofjevvel és Nyikolaj Jakovlevics Mjaszkovszkij zeneszerzőkkel. 1936–37-ben ő mutatta be Prokofjev Orosz nyitányának kis-zenekari átiratát, illetve Rómeó és Júlia balettzenéjének szvit-összeállítását. 1937-ben, a nagy tisztogatás évében a kémgyanús zenei vendégmunkásokat mind kiutasították a Szovjetunióból, így neki is el kellett hagynia az országot. 1938-ban és 1939-ben a Bronisław Huberman által alapított Palesztinai Szimfonikus Zenekarral Tel-Avivban, Haifában, Jeruzsálemben, Kairóban és Alexandriában koncertezett. 

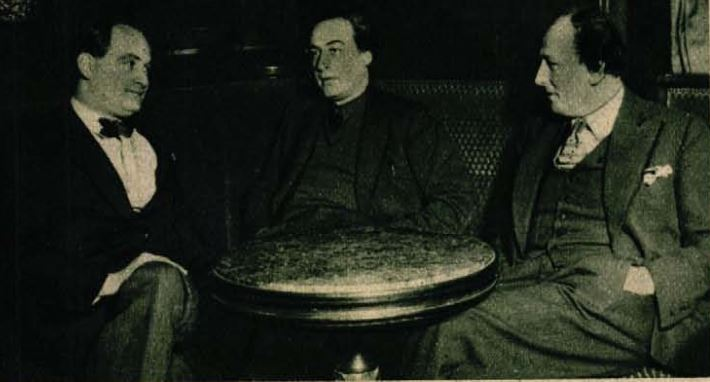
A képen Szenkár Jenő (középen) testvéreivel, Szenkár Dezső (balra) és Szenkár Mihály (jobbra) karmesterekkel

1939-ben meghívást kapott mint vendégkarmester a Rio de Janeiro-i Theatro Municipalba. A második világháború kitörése miatt már nem tudott visszatérni hazájába, de a zsidótörvények következtében már fellépési lehetőséget se kaphatott volna. Ezért Brazíliában maradt és néhány kollégájával együtt megalapította a Brazil Szimfonikus Zenekart. Ez idő alatt európai mintára zenei életet szervezett, ifjúsági koncerteket kezdeményezett, és amatőr énekesekből álló kórust alapított. Később, egy 1958-as vendégszereplésen a város díszpolgárává választották. 1949-ig maradt Rio de Janeiróban, de közben a New York-i Metropolitanben is vezényelt. 1949 végén visszatért Európába. Két évadon át Mannheimben és Kölnben működött, majd 1952-től nyerte el utolsó állandó szerződését a Düsseldorfi Színháznál. 1958-ban az ő hangversenye vált a Budapesti Zenei Hetek egyik legnevezetesebb eseményévé. Ez alkalommal ő vezényelte Bartók 3. zongoraversenyét a Magyar Rádió Szimfonikus Zenekarának előadásában, míg az est szólistája Fischer Annie zongoraművésznő volt. 1960-ban lemondott zeneigazgatói posztjáról. A következő évben a budapesti Operaházban Richard Strauss Salomé című operáját vezényelte. 1963-ban és 1964-ben vezényelt utoljára Budapesten, mindkét alkalommal a Magyar Állami Operaházban. Utoljára a 80. születésnapja alkalmából fogott kezébe karmesteri pálcát, amikor is Kölnben Bizet Carmen című operáját irányította. Zeneszerzőként is tevékenykedett: szimfonikus és kamaraművek mellett dalokat és zongoraműveket írt.

## Magánélete
Első házastársa Léber Adél volt, akit 1915. április 19-én Budapesten, a Terézvárosban vett nőül, majd hat évvel később elvált tőle. Második hitvese Margit Löwenthal volt, akivel 1923. május 9-én Frankfurtban kötött házasságot.
Fia Claudio Szenkar zenei producer és zeneszerző.